# Capricorn-Haus

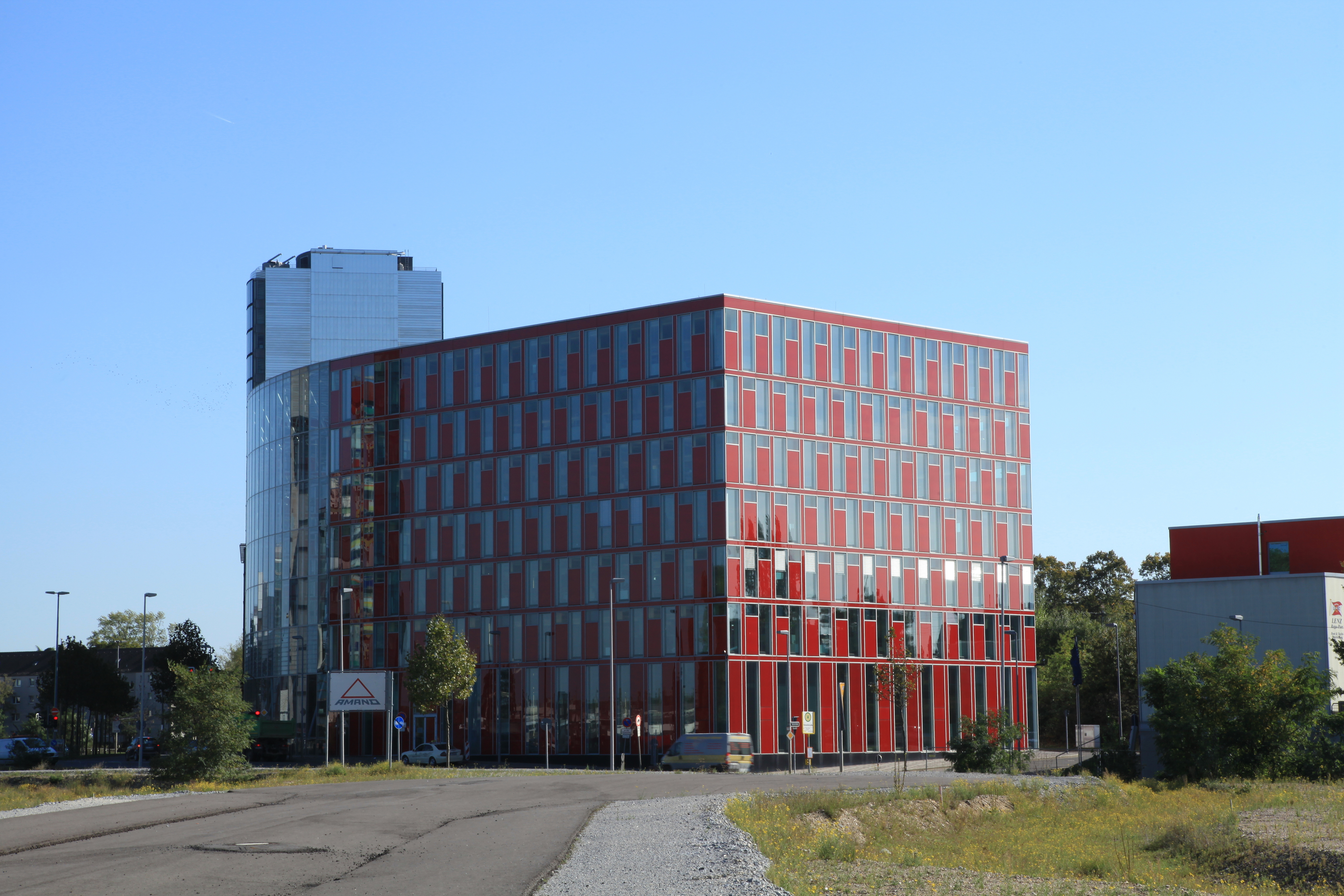
Capricorn-Haus, 2012

Das Capricorn-Haus ist ein Bürogebäude im Medienhafen in Düsseldorf. Im Mai 2006 wurde es nach Plänen des Architekturbüros Gatermann + Schossig fertiggestellt. Als Niedrigenergiehaus wurde es mit mehreren Architekturpreisen ausgezeichnet.

## Beschreibung

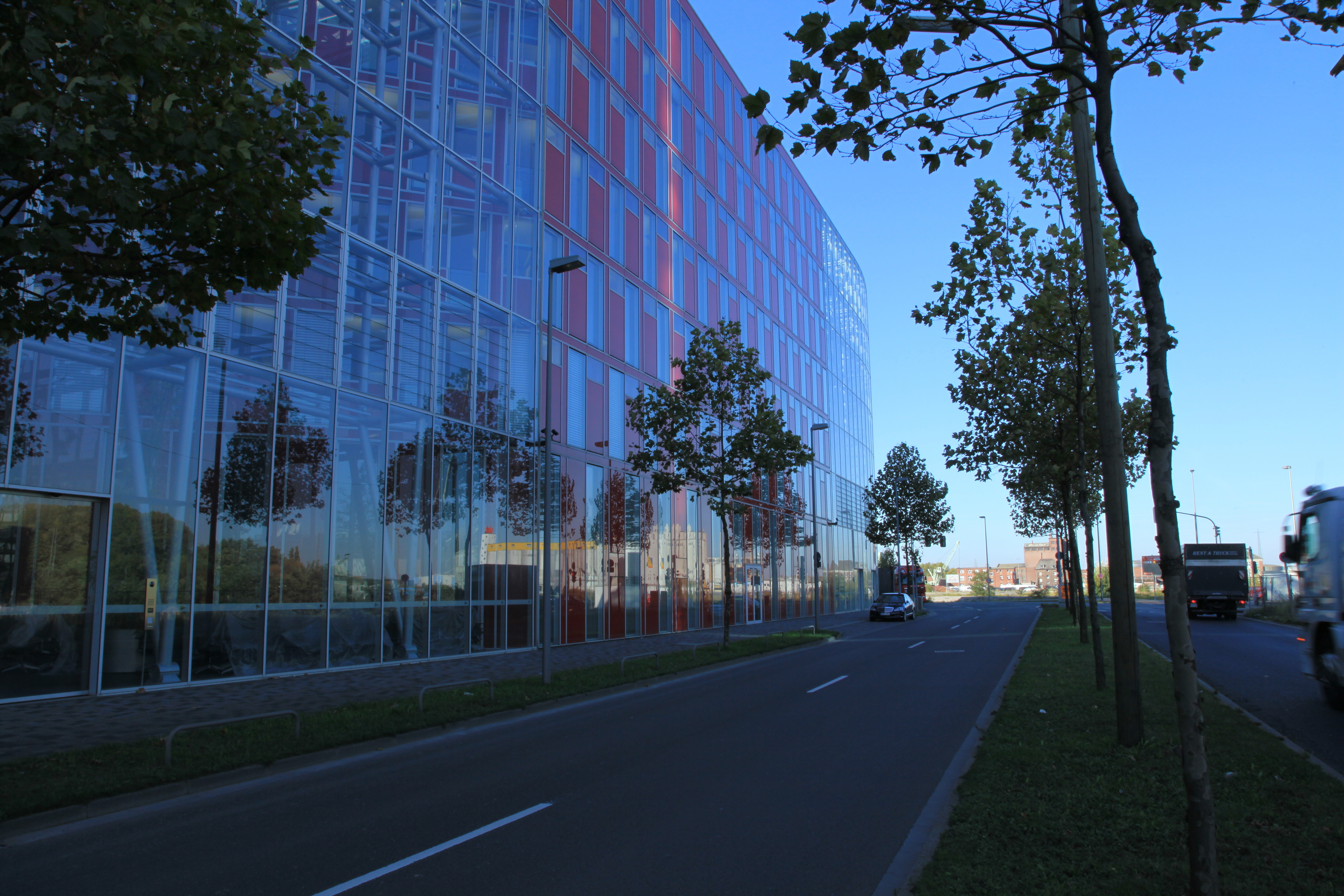
Fassade mit Atrium (links)

Das siebengeschossige Gebäude liegt an der Holzstraße in Düsseldorf-Hafen. Es fällt auf durch eine glatte, teilweise geschwungene Vorhangfassade aus Klarglas- und roten Glaspaneelen, deren Entwicklung insbesondere dem Schallschutz entlang der Bahnstrecke Mönchengladbach–Düsseldorf geschuldet war. Die Fassade, die mit der Oberseite des Flachdaches bündig abschließt, ist ausgestattet mit einem eigenen Lüftungssystem zum Kühlen, Heizen, Lüften und zur Wärmerückgewinnung. Außerdem sind in den Paneelen Beleuchtungs-, Schallabsorptions- und Raumakustikelemente integriert. Abschnittsweise treten in der Fassade hohe, glasüberdachte Innenhöfe in Erscheinung. Als Atrien bilden sie die Zwischenräume eines lang gestreckten Bürotraktes, der durch das Gebäude in einer Zickzacklinie mäandriert.
Das Gebäudes erlaubt eine große Bürovielfalt mit flexibler Nutzung auf allen Stockwerken: Zellenbüros, Kombibüros und Open-Space-Nutzung in bis zu sechs Mieteinheiten von 283 m² bis 2763 m² sowie der Zusammenschluss zweier Geschosse durch interne Treppenverbindungen sind möglich. Die Geschosshöhe in den Regelgeschossen beträgt 2,90 m, im Obergeschoss 3,50 m und im Erdgeschoss, das für Gewerbeflächen vorgesehen ist, 5,40 m. Die natürlich belüftete Tiefgarage im ersten Untergeschoss ist öffentlich, in der darunter gelegenen Ebene befinden sich Nutzer- und Investorenparkplätze. Über eine Fußgängerbrücke, die Capricorn-Brücke, ist das Capricorn-Haus seit 2019 mit dem benachbarten Bürogebäude FLOAT von Renzo Piano verbunden.

## Nutzer
In dem Gebäude ist die Verwaltung des Energieversorgungsunternehmens Uniper angesiedelt.